# Chapelle Sainte-Thérèse de Mitry-Mory
La chapelle Sainte-Thérèse est une église catholique située route de Claye à Mitry-Mory, en France.

## Localisation
L'église est située dans le département français de Seine-et-Marne, sur la commune de Mitry-Mory, dans le quartier des Acacias.

## Historique
La chapelle qui desservait les quartiers de Mory et des Acacias avant la construction de sainte Thérèse était située dans la cité en bois, propriété de la Compagnie des chemins de fer du Nord, de l'autre côté de la ligne de RER par rapport à la gare de Mitry-Claye.
La chapelle sainte Thérèse est édifiée en 1970/1971 par les frères Auguste et Gustave Perret, dans le quartier des Acacias. Elle est dédiée à sainte Thérèse de Lisieux, canonisée en 1925. Élevée grâce à des dons[réf. souhaitée], elle est construite en béton armé pour des raisons économiques, tout comme l'église Notre-Dame du Raincy quelques années auparavant.
Mgr Jacques Ménager, évêque de Meaux, bénit cette chapelle le 3 octobre 1971. 
Sa paroisse est le Pôle des rives de l'Ourcq à la Marne CMV.

## Structure

### Extérieur
La chapelle adopte un plan basilical. Elle se compose de briques de couleur sombre, dont la façade est décorée d'une croix en fer. Son clocher s'élève à 32 m de hauteur.

### Intérieur
À l'intérieur, le chevet est orné d'un décor, peint par Valentine Reyre, représentant Jésus-Christ crucifié et sainte Thérèse de Lisieux au pied de sa croix.